# Карлиђеј (Горж)
Карлиђеј (рум. Cârligei) насеље је у Румунији у округу Горж у општини Бумбешти-Пицик. Oпштина се налази на надморској висини од 526 m.

## Становништво
Према подацима из 2002. године у насељу је живело 806 становника, од којих су сви румунске националности.